# Gonimbrasia
Gonimbrasia är ett släkte av fjärilar. Gonimbrasia ingår i familjen påfågelsspinnare.

## Bildgalleri

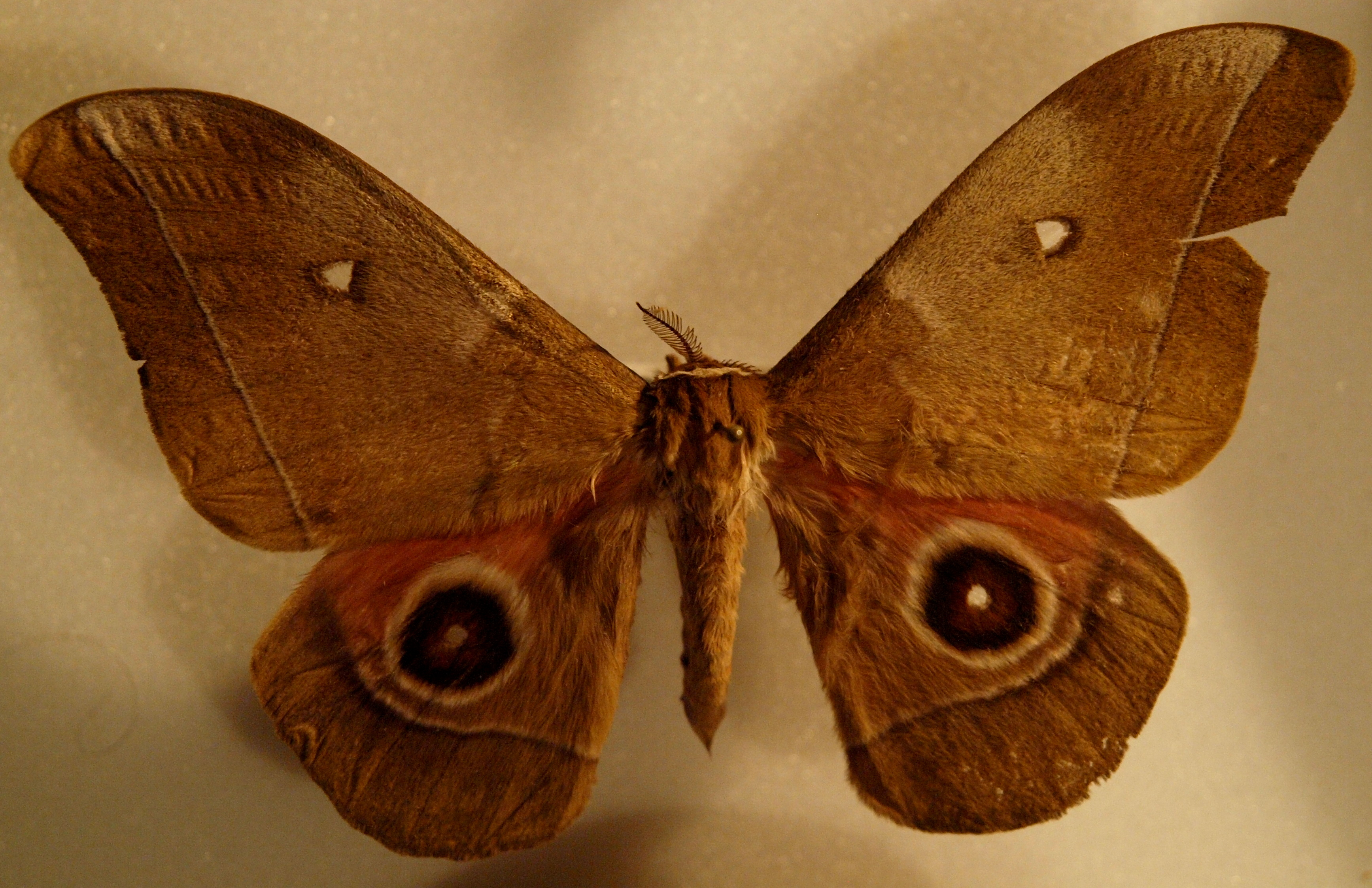
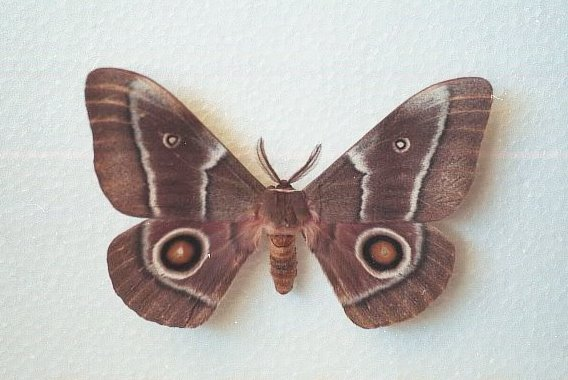
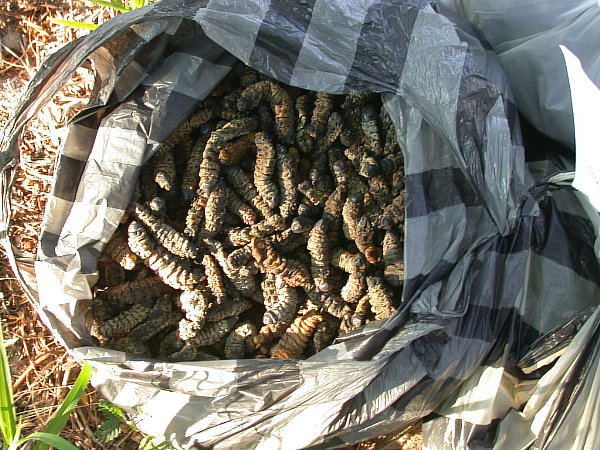
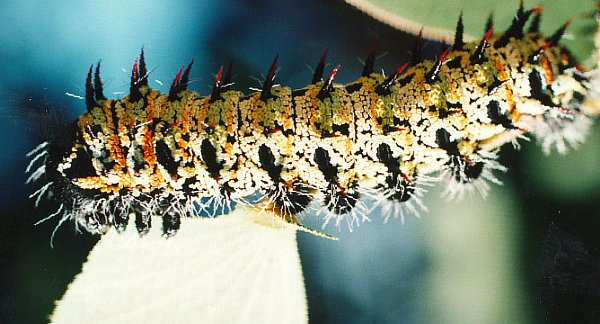
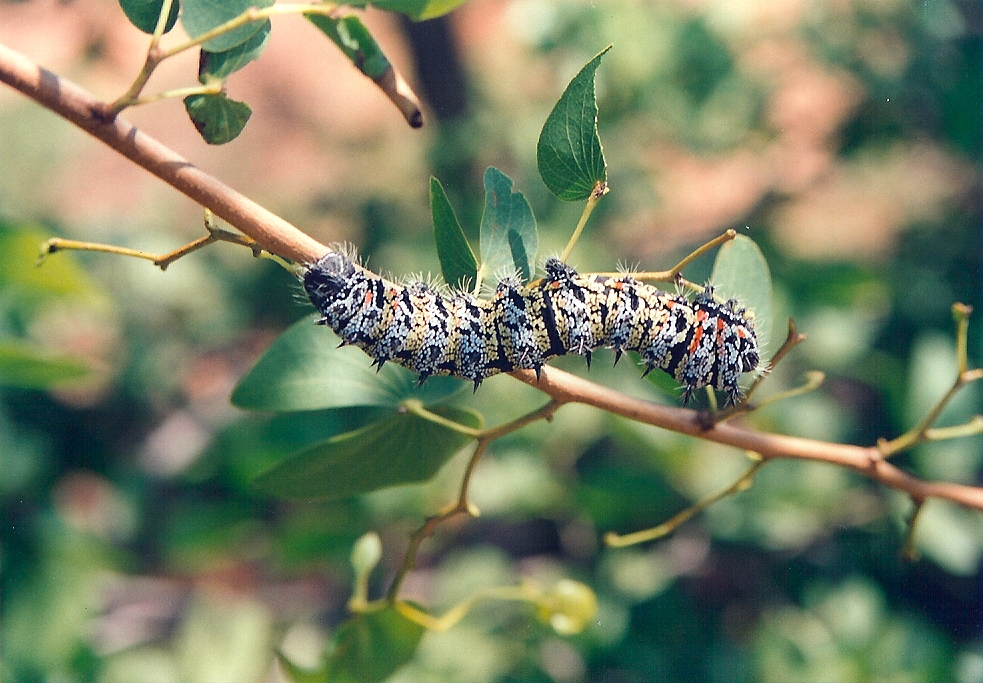
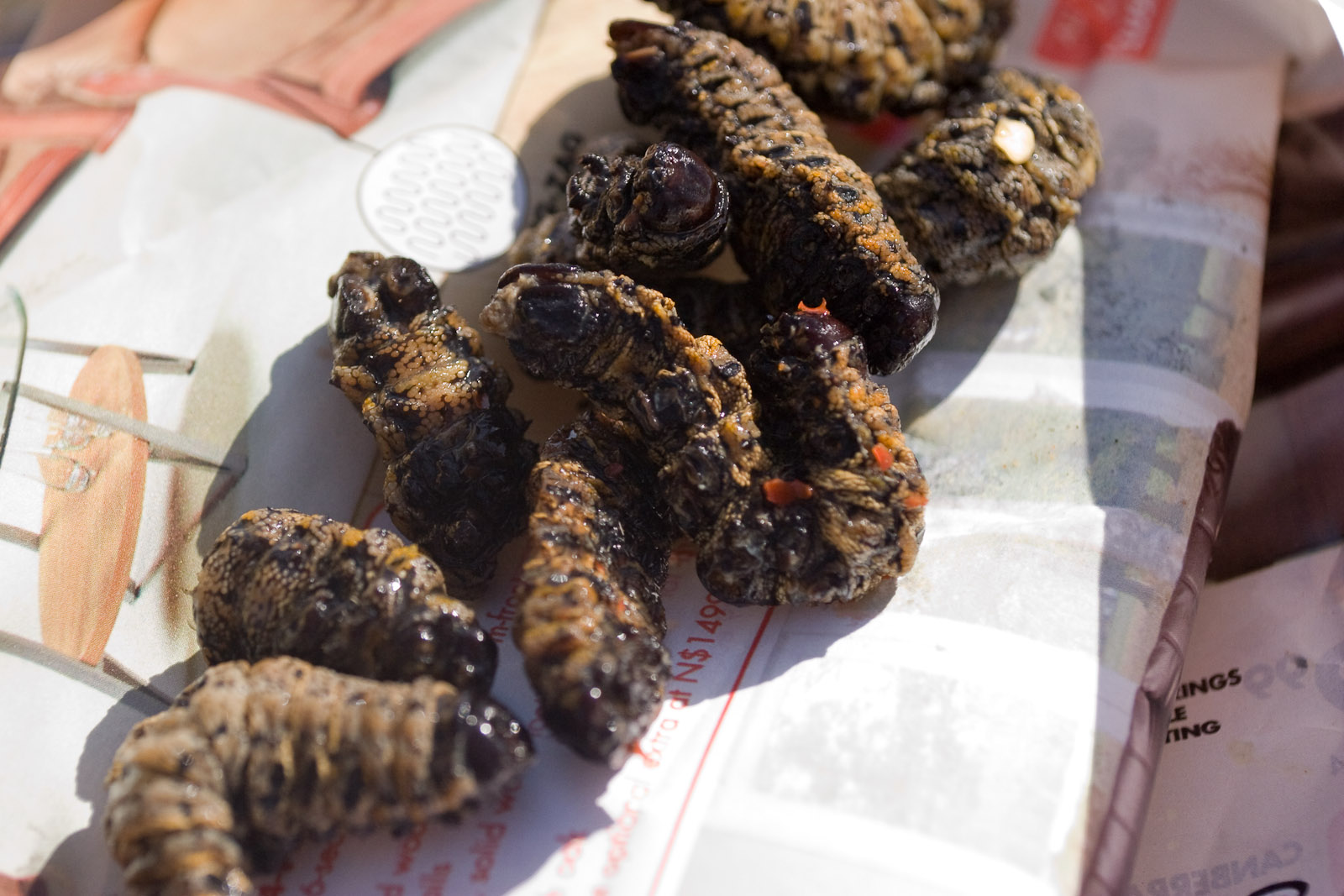

## Dottertaxa tillGonimbrasia, i alfabetisk ordning[1]
- Gonimbrasia abayana
- Gonimbrasia annulata
- Gonimbrasia barcas
- Gonimbrasia belina
- Gonimbrasia congolensis
- Gonimbrasia conradsi
- Gonimbrasia cytherea
- Gonimbrasia deborah
- Gonimbrasia ellisoni
- Gonimbrasia felderi
- Gonimbrasia fletcheri
- Gonimbrasia fucata
- Gonimbrasia godarti
- Gonimbrasia hecate
- Gonimbrasia hoehneli
- Gonimbrasia hübneri
- Gonimbrasia jefferyi
- Gonimbrasia junodi
- Gonimbrasia mpalensis
- Gonimbrasia occidentalis
- Gonimbrasia ochreata
- Gonimbrasia osiris
- Gonimbrasia pales
- Gonimbrasia parva
- Gonimbrasia rectilinea
- Gonimbrasia ringleri
- Gonimbrasia ruandana
- Gonimbrasia rubrescens
- Gonimbrasia said
- Gonimbrasia sardane
- Gonimbrasia scheveni
- Gonimbrasia tirrhaea
- Gonimbrasia tyrrhea
- Gonimbrasia ufipana
- Gonimbrasia ukerewensis
- Gonimbrasia vinosa
- Gonimbrasia zambesia
- Gonimbrasia zambesina
- Gonimbrasia zanguebarica